# Phone Down
«Phone Down» — сингл британской рэперши Стеффлон Дон и американского рэпера Lil Baby, выпущенный 19 июня 2019 на лейбле «54 London».

## История
19 июня 2019 состоялась всемирная премьера песни на «BBC Radio 1» на музыкальном фестивале «Hottest Record», проводимый с участием диджея Энни Мак, после чего композиция была выпущена в качестве сингла на лейбле «54 London». Сингл достиг высшей позиции под номером 68 в великобританском чарте UK Singles. Песня была написана Стэффлон Дон, Lil Baby и Fred Again, последний из них — один из продюсеров песни.
Релиз видеоклипа на трек состоялся 19 июня 2019 на официальном YouTube-канале Стеффлон Дон, в день выхода сингла.

## Чарты
| Чарт (2019)                         | Высшая позиция |
| ----------------------------------- | -------------- |
| Великобритания (OCC UK Singles)     | 68             |
| Великобритания (OCC UK Hip Hop/R&B) | 37             |